# Joshua Milne

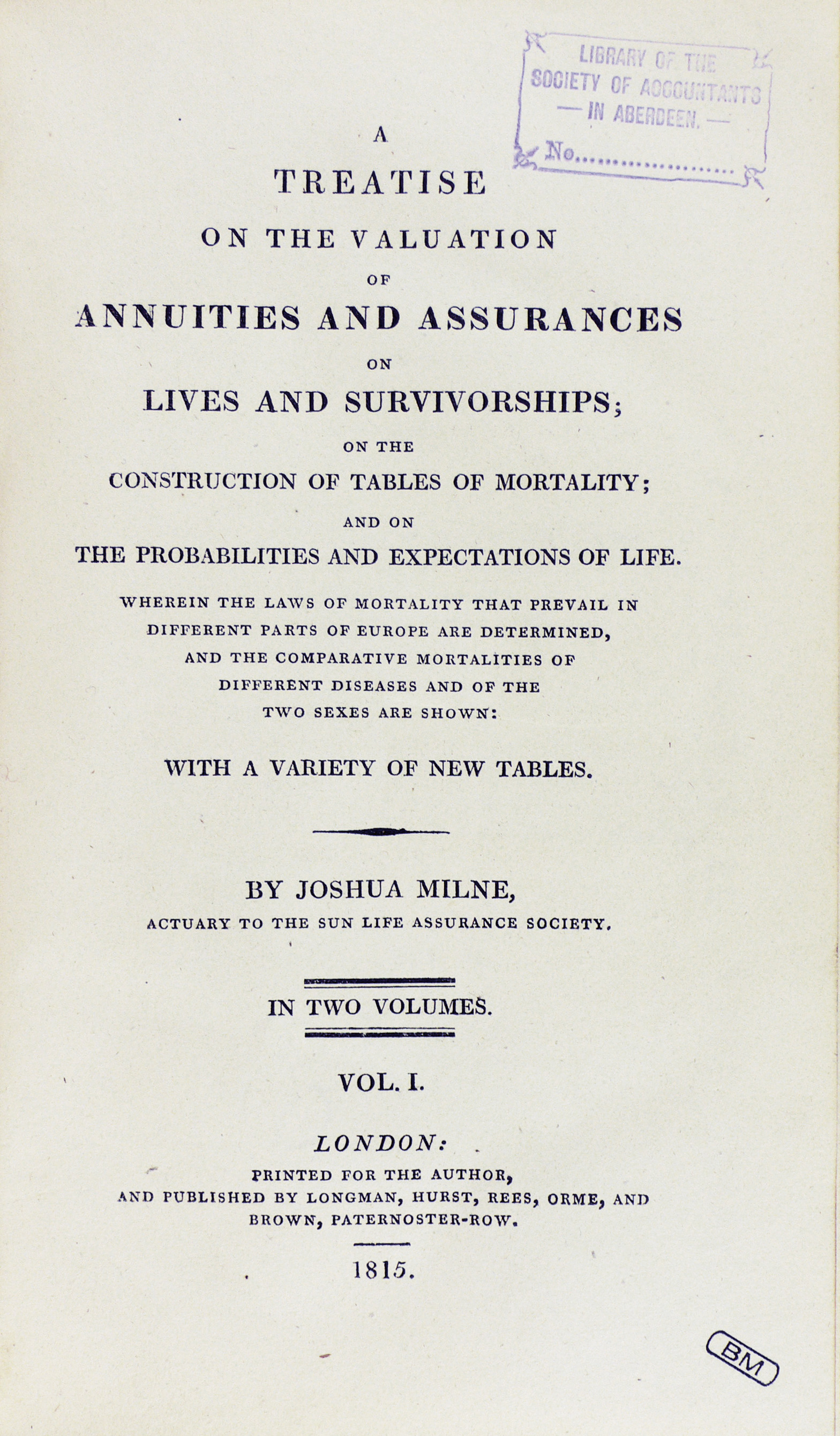
A treatise on the valuation of annuities, 1825 (Fondazione Mansutti, Milano).

Joshua Milne (1776 – 1851) è stato un matematico britannico.

## Biografia
Studiò matematica e lingue, finché nel 1810 divenne primo attuario alla Sun Life Assurance Society, poco dopo la sua creazione. Milne osserva che le tariffe di assicurazione a vita non sono attendibili, poiché basate sulle tavole di mortalità di Francis Baily, come erano inadeguate anche le tabelle proposte da Richard Price (le cosiddette tavole di Northampton). Perciò elabora delle nuove tavole di mortalità, partendo dalle tavole di Carlisle create da John Heysham. Nel 1815 Milne diede alle stampe A treatise on the valuation of annuities and assurances on lives in due volumi. Egli fu il primo a calcolare il valore di riscatto con esattezza, creando una formula apposita per il rischio di morte desunta da quella di Augustus de Morgan in Essay on probabilities. La Sun Life Assurance Society utilizzò per quasi un secolo le tavole elaborate da Milne, introdotte nel 1820. Nell'ultima fase della sua vita, Milne lasciò la Compagnia nel 1845, dedicandosi allo studio della storia naturale e della botanica, creando una propria biblioteca.